# Central de Ondas do Pico
A Central de Ondas do Pico é uma estrutura experimental de produção de energia eléctrica a partir da energia das ondas do mar situada no Porto do Cachorro, na ilha do Pico, Açores. A central funciona desde 1999 e tem uma potência instalada de 400 kW, sendo a primeira central a utilizar a tecnologia da coluna de água oscilante associada a uma turbina Wells. Actualmente a central é gerida pelo Centro de Energia das Ondas (WavEC - Wave Energy Center). Os Açores estão de forma indelével associados ao desenvolvimento da energia das ondas através da Central de Ondas do Pico, a primeira central do mundo de energia das ondas ligada à rede, a qual até final de 2010 teve 1300 horas de funcionamento e mais de 48 MWh de energia eléctrica produzida.

## Descrição
A Central de Ondas do Pico foi concebida e construída como um projecto piloto de estudo e demonstração da possibilidade de gerar energia eléctrica a partir da energia das ondas do mar. A tecnologia escolhida é conhecida como "coluna de água oscilante", ou CAO, e baseia-se num princípio de funcionamento comparativamente simples e assente em poucos componentes.
A estrutura principal é uma câmara pneumática construída em betão, um compartimento oco situado acima da superfície livre da água onde, em consequência da subida e descida do nível da água induzido pelas ondas no exterior da câmara, a água entra e sai por uma abertura para o mar situada abaixo do nível da água. A resultante oscilação da coluna de água, que assim forma um autêntico pistão, gera um fluxo de ar, cuja direcção se inverte em cada oscilação. Este fluxo de ar é canalizado através de uma turbina de ar instalada no topo da câmara, a qual converte a energia pneumática em energia mecânica de rotação, que por sua vez acciona um gerador.
O equipamento chave que se pretende testar é a turbina, no caso concreto uma turbina Wells concebida especificamente para esta aplicação, acoplada a um gerador eléctrico. Contudo, a estrutura existente no Pico permite testar diferentes tecnologias de turbina e de conversão e aproveitamento da energia gerada, podendo funcionar como banco de ensaios para futuros desenvolvimentos.
Uma estrutura semelhante, conhecida por Islay LIMPET (acrónimo de Land Installed Marine Powered Energy Transmitter), entrou ao serviço no ano 2000 e pode gerar até 500 kW de electricidade para a rede eléctrica da ilha de Islay, num projecto promovido pela empresa Voith Hydro Wavegen sob a direcção de investigadores da Queen's University of Belfast e com o apoio financeiro da União Europeia. Um protótipo com 75 kW esteve em operação no local e a primeira fase do projecto produz potências médias de cerca de 200 kW.

## Historial
A estrutura foi desenvolvida com base num projecto de construção elaborado por uma equipa liderada por investigadores do Instituto Superior Técnico da Universidade Técnica de Lisboa, entidade que foi o responsável científico, em colaboração com a Queen's University of Belfast (Reino Unido) e o University College Cork (Irlanda). A equipa beneficiou de financiamento de um projecto europeu, o primeiro financiado pela Comissão Europeia nesta área, reforçado com um co-financiamento da EDP, da EDA e do Estado Português através do programa Energia.
A vertente de construção civil, incluindo o projecto, coordenação e fiscalização da obra de engenharia civil foi realizada pela Profabril, cabendo à PROET a coordenação e fiscalização do equipamento, à Efacec o fornecimento do equipamento eléctrico e electrónico e à Marques Lda a construção civil. A caracterização do clima de ondas e a concepção do sistema de aquisição de dados foi feita pelo INETI. Os estudos realizados assentaram num trabalho intensivo de testes laboratoriais no Laboratório Nacional de Engenharia Civil, complementados por estudos hidrodinâmicos e de dimensionamento da turbina conduzidos principalmente pelo Departamento de Engenharia Mecânica do Instituto Superior Técnico.
A turbina presentemente instalada no Pico foi construída por uma empresa britânica sob projecto aerodinâmico do IST, sendo o gerador e os restantes componentes eléctricos fornecidos pela Efacec.
Este projecto, com uma potência de apenas 400 kW, um dos poucos no mundo desta natureza, entrou em funcionamento no final do ano de 1999, surgindo então como o a primeira unidade a nível mundial a estar ligada à rede eléctrica de forma permanente. O funcionamento da central, de carácter experimental, foi dificultado pela forte ondulação no local e pela natural inexperiência na condução do equipamento. A central teve largos períodos de inactividade devido a dificuldades de manutenção, encontrando-se em risco de encerramento definitivo.